# Tantilla
Tantilla este un gen de șerpi din familia Colubridae.

## Specii[1]
- Tantilla albiceps
- Tantilla alticola
- Tantilla andinista
- Tantilla armillata
- Tantilla atriceps
- Tantilla bairdi
- Tantilla bocourti
- Tantilla boipiranga
- Tantilla brevicauda
- Tantilla briggsi
- Tantilla calamarina
- Tantilla capistrata
- Tantilla cascadae
- Tantilla ceboruca
- Tantilla coronadoi
- Tantilla coronata
- Tantilla cucullata
- Tantilla cuesta
- Tantilla cuniculator
- Tantilla deppei
- Tantilla deviatrix
- Tantilla flavilineata
- Tantilla fraseri
- Tantilla gracilis
- Tantilla hendersoni
- Tantilla hobartsmithi
- Tantilla impensa
- Tantilla insulamontana
- Tantilla jani
- Tantilla johnsoni
- Tantilla lempira
- Tantilla longifrontalis
- Tantilla melanocephala
- Tantilla mexicana
- Tantilla miyatai
- Tantilla moesta
- Tantilla nigra
- Tantilla nigriceps
- Tantilla oaxacae
- Tantilla oolitica
- Tantilla petersi
- Tantilla planiceps
- Tantilla relicta
- Tantilla reticulata
- Tantilla robusta
- Tantilla rubra
- Tantilla schistosa
- Tantilla semicincta
- Tantilla sertula
- Tantilla shawi
- Tantilla slavensi
- Tantilla striata
- Tantilla supracincta
- Tantilla taeniata
- Tantilla tayrae
- Tantilla tecta
- Tantilla trilineata
- Tantilla triseriata
- Tantilla tritaeniata
- Tantilla vermiformis
- Tantilla wilcoxi
- Tantilla vulcani
- Tantilla yaquia